# Prionomma javanum
Prionomma javanum là một loài bọ cánh cứng trong họ Cerambycidae.